# St. Laurentius (Günzenhausen)

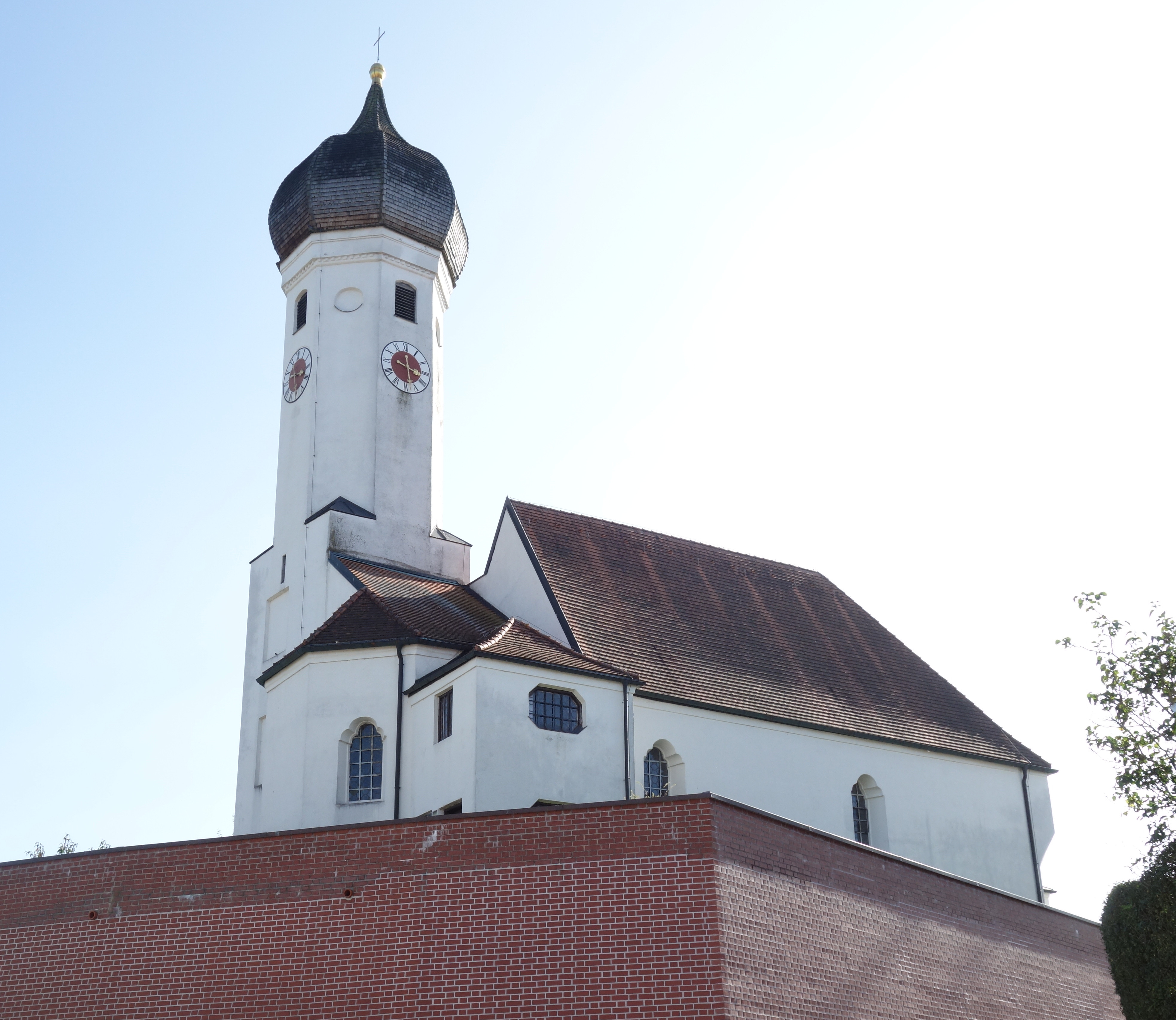
St. Laurentius in Günzenhausen

Die römisch-katholische Kirche St. Laurentius in Günzenhausen ist eine denkmalgeschützte Filialkirche der Pfarrei Fürholzen im Pfarrverband Massenhausen (Oberbayern).

## Geschichte und Architektur
Bereits im Jahr 845 wurde eine Kirche in Günzenhausen urkundlich erwähnt. 
Der heutige Kirchenbau stammt in den Grundzügen wohl aus dem 15. Jahrhundert.
Der Turm wurde 1590 an der Südseite angebaut. In dessen Erdgeschoss befindet sich die Sakristei mit rustizierten Bandrippen.
Das Langhaus wurde 1835 um eine Achse nach Westen verlängert.

## Ausstattung

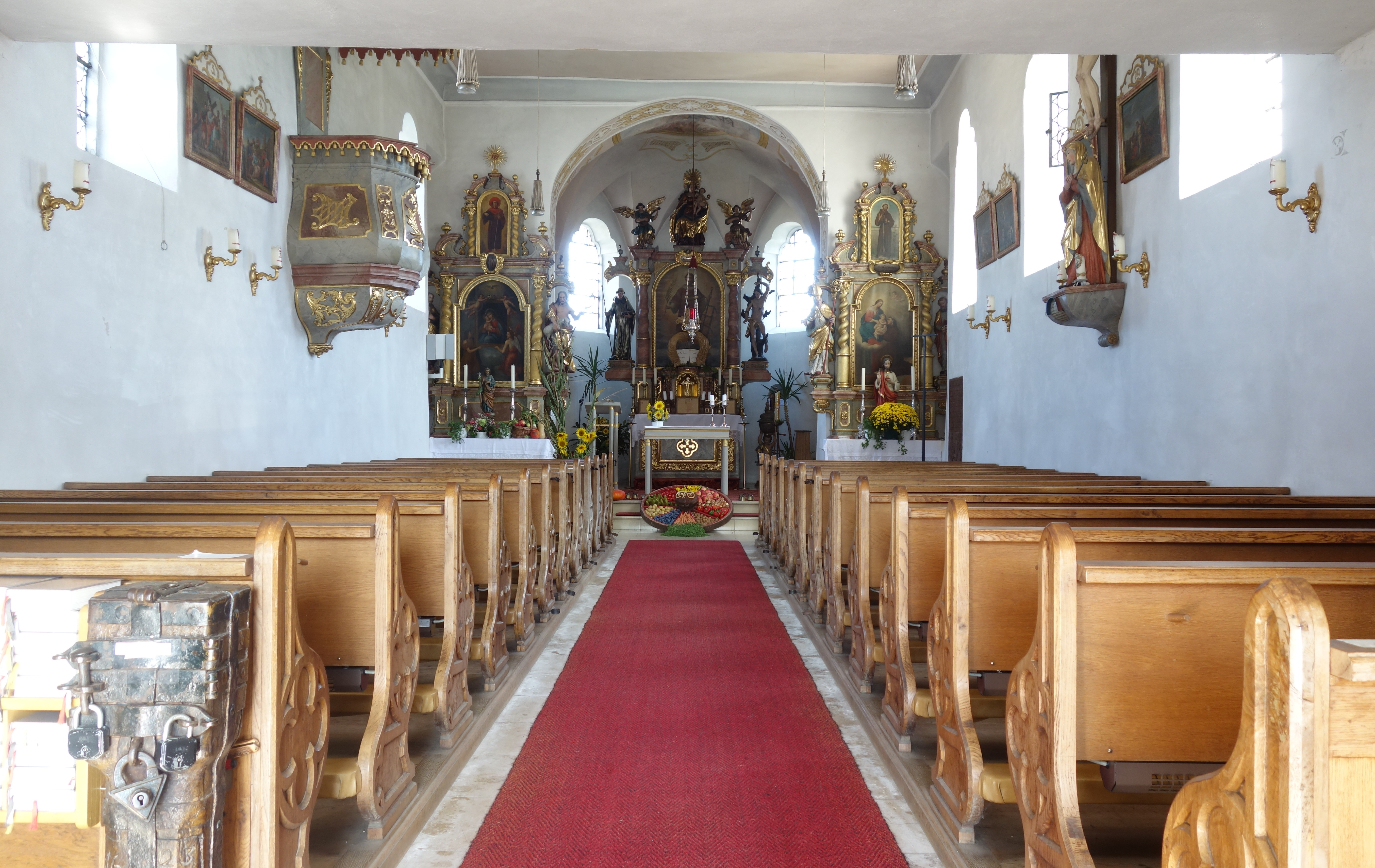
Blick auf den Altar

Das älteste Ausstattungsstück ist ein Kruzifixus an der Südwand aus der Mitte des 16. Jahrhunderts.
Die drei Altarretabel mit einer Thronenden Muttergottes im Hochaltarauszug sind von 1688.
Im Jahr 1739 wurde die Kirche barock umgestaltet. Die Fenster wurden mit geschweiften Fensterbögen versehen. Im Chor schuf Franz Schilling das Deckengemälde des hl. Laurentius. Aus der Zeit stammen auch Kanzel und Taufstein.

## Orgel

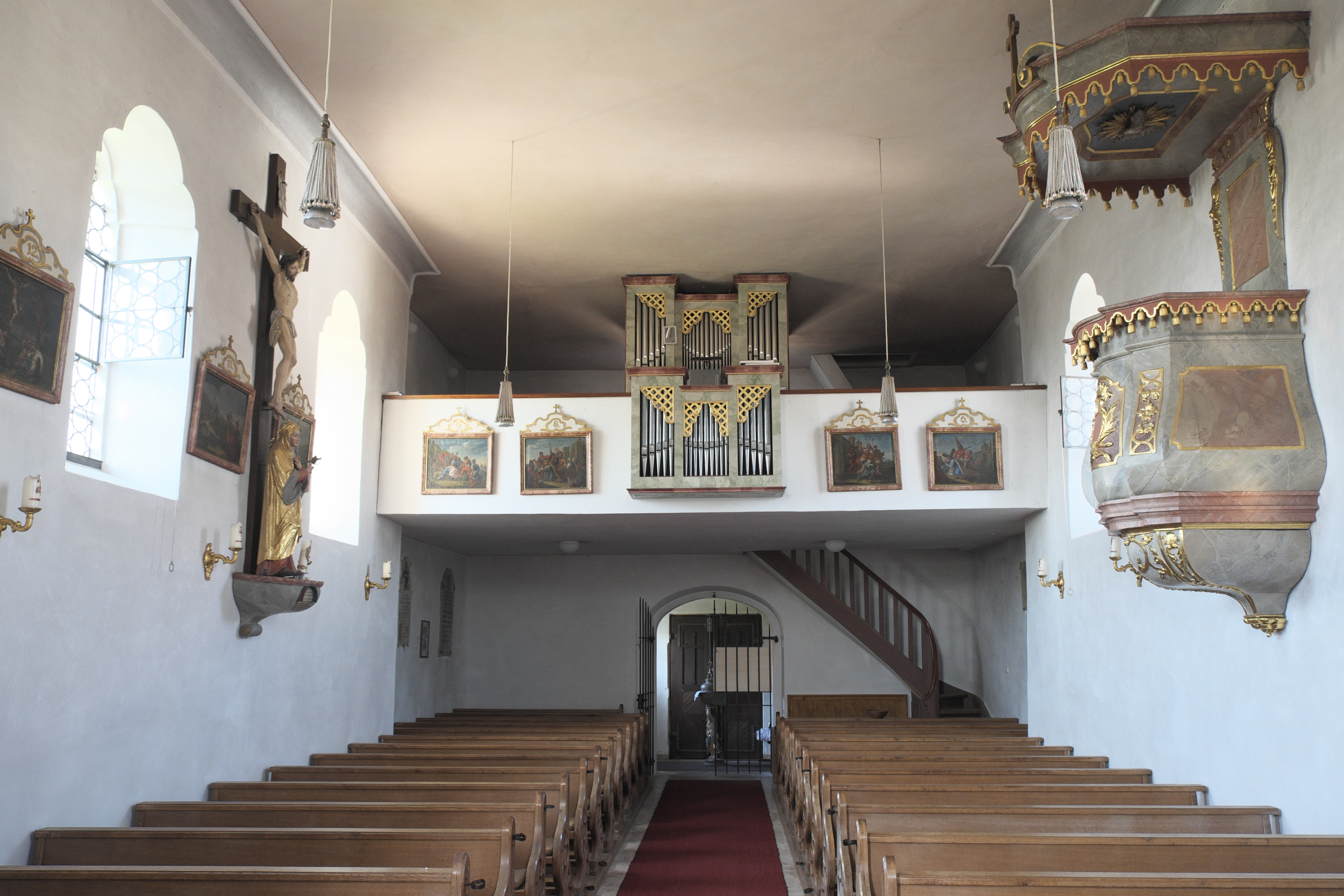
Die Orgelempore

Die Orgel mit 7 Registern auf einem Manual und Pedal wurde von Günter Ismayr im Jahr 1975 neu gebaut. Die Disposition lautet:
| Manual C–g3    |       |
| Gedeckt        | 8′    |
| Prinzipal      | 4′    |
| Flöte          | 4′    |
| Quinte (ab c1) | 2 ⁄3′ |
| Octav          | 2′    |
| Mixtur         | 1 ⁄3′ |

| Pedal C–f1 |     |
| Subbaß     | 16′ |

- Koppeln: I/P
- Bemerkungen: Schleiflade, mechanische Spiel- und Registertraktur

## Geläut
Die Kirche verfügt über drei Glocken. Sie bilden die Melodielinie eines Pater noster. Die Glocken im Einzelnen:
| Nr. | Material | Gussjahr | Gießer                        | Durchmesser [mm] | Gewicht [kg] | Schlagton |
| --- | -------- | -------- | ----------------------------- | ---------------- | ------------ | --------- |
| 1.  | Bronze   | 1949     | Karl Czudnochowsky, Erding    | 1.165            | 900          | f1        |
| 2.  | Bronze   | 1900     | Anton Joseph Bachmair, Erding | 1.015            | 600          | g1        |
| 3.  | Bronze   | 1949     | Karl Czudnochowsky, Erding    | 840              | 350          | a1        |

## Friedhofsmauer
Der gesamte Kirchberg ist mit einer hohen Mauer umgeben, die ein Wegsacken verhindert. Wiederholt musste eingegriffen werden, um einen Einsturz zu verhindern. Zuletzt erfolgte im Jahr 2015 eine Generalsanierung, bei welcher der Berg stabilisiert wurde, indem die Friedhofsmauer mit 60 bis zu 10 Meter langen Eisenträgern verankert wurde.